# Питео
Пѝтео (на шведски: Piteå, на местния диалект Пите) е град в североизточната част на Швеция, лен Норботен. Главен административен център на едноименната община Питео. Разположен е около устието на река Питеелвен по западния бряг на Ботническия залив. Намира се на около 680 km на североизток от столицата Стокхолм и на около 40 km на югозапад от центъра на лена Люлео. Получава статут на град на 12 май 1621 г. Има пристанище, крайна жп гара и летище. Населението на града е 22 913 души според данни от преброяването през 2010 г.

## Личности
Родени
- Лиза Марклунд (р. 1962), шведска писателка